# Čas vína a bědování
Čas vína a bědování (v anglickém originále Days of Wine and D'oh'ses) je 18. díl 11. řady (celkem 244.) amerického animovaného seriálu Simpsonovi. Scénář napsali Deb Lacustová a Dan Castellaneta a díl režíroval Neil Affleck. V USA měl premiéru dne 9. dubna 2000 na stanici Fox Broadcasting Company a v Česku byl poprvé vysílán 19. února 2002 na stanici ČT1.

## Děj
Poté, co se Barney podívá na videozáznam ze své trapné narozeninové oslavy, již si nepamatuje, a kamarádi ho zesměšní vtipnými dárky, si uvědomí, že je odporný opilec, a slíbí, že vystřízliví. Zpočátku je pro něj udržení střízlivosti těžké, ale s Homerovou pomocí si najde cestu na setkání anonymních alkoholiků a brzy se dostane do letecké školy, kde absolvuje lekce létání s vrtulníkem. U Vočka je Homer považován za nového Barneyho a Vočko, Lenny a Carl ho nutí provádět opilecké výstupy. Barney po několika lekcích pozve Homera do vrtulníku, přičemž se oba pohádají kvůli Barneyho nové střízlivosti a Homerově nelibosti, že už nezažívají směšná dobrodružství. 
Mezitím se Bart a Líza, aby se dostali na obálku nového telefonního seznamu a vyhráli cenu v podobě nového kola, přihlásí do amatérské fotografické soutěže. Najdou starý fotoaparát se starým filmem a začnou s ním pořizovat snímky. Jednoho dne fotí na vrcholu hory Springfield, kde Bart neopatrným odhozením žhavé žárovky nechtěně založí lesní požár, čímž se ocitnou v bezprostředním nebezpečí. 
K Vočkovi přijde Barney, aby napravil své opilecké chování. Když s Homerem vidí ve zprávách informaci o požáru, spojí se, aby Barta a Lízu zachránili. Naskočí do vrtulníku, ale po chvíli přistanou uprostřed mostu, protože Barney zpanikaří, jelikož nemá dokončenou výuku. Když se na mostě před Barneym vylije obsah náklaďáku s pivem Duff, Homer mu nedovolí vzdát se střízlivosti a vypije místo něj celé balení piva, přičemž Barney zůstane dojatý jeho gestem. Barney a opilý Homer společně zachrání děti a Bart si tento okamžik připomene tím, že vyfotí požár na hoře Springfield a pošle ho jako svůj a Lízin příspěvek do fotografické soutěže. 
Druhý den v domě Simpsonových Marge dětem řekne, že přišly nové telefonní seznamy, na jejichž obálce je Bartova a Lízina fotka. Na telefonním seznamu ale není fotka požáru na hoře Springfield, nýbrž fotka malého Barta a malé Lízy nahých na záchodě. Marge řekne, že záběr byl na filmu ve fotoaparátu, a protože ho pořídila ona, vyhrála pro ně kolo. Bart a Líza poté, co se smíří s tím, že budou terčem posměchu celého města, šťastně objímají svou matku, protože kolo dostali. Mezitím se Barneymu vrátí sebevědomí a přátelství s Homerem a těší se na budoucnost bez alkoholu, i když je teď závislý na dvojitém moka latté. Vyjde najevo, že kávu, kterou Barney pije, ve skutečnosti dodává Vočkův vozík s kávou, a tak si Vočko libuje, že Barney, jenž vyměnil svou závislost na alkoholu za kávu, je pro něj stále zákazníkem. 

## Produkce
Díl napsali Dan Castellaneta a jeho žena Deb Lacustová a režíroval jej Neil Affleck. Na začátku 90. let napadlo Castellanetu, který v seriálu namluvil Homera, Barneyho a mnoho dalších postav, napsat epizodu, v níž Barney vystřízliví. O nápadu řekl Lacustové, která napsala návrh, jejž pak společně přepracovali. Svůj scénář předložili Al Jeanovi v době, kdy on a Mike Reiss Simpsonovy vedli. Ačkoli se Jeanovi příběh líbil, odmítl ho, protože štáb už pracoval na podobné epizodě, kde se Homer vzdává piva – Homer na suchu. Castellaneta a Lacustová počkali několik let a předložili svůj scénář, jejž aktualizovali, tehdejšímu showrunnerovi Mikeu Scullymu, kterému se líbil, ale nechal je provést některé změny.
Několik členů štábu, včetně tvůrce Simpsonových Matta Groeninga, uvedlo, že byli proti této epizodě, protože se jim zdálo, že Barney ve střízlivém stavu není vtipný. Po dlouhé diskuzi o tom, jak by díl měl skončit, se scenáristé rozhodli, že nechtějí, aby se Barney na konci epizody vrátil do stavu opilosti. Novou závislost postavy na kávě navrhl scenárista a producent David Mirkin, jenž měl přátele, kteří přestali pít alkohol a stali se závislými na kávě. Pro tuto epizodu dali animátoři Barneymu dozadu ulízané vlasy, aby naznačili jeho střízlivost, což byl vzhled, který si Barney udržel i v dalších dílech, dokud se mu nevrátila závislost v dílu Speluji, jak nejrychleji dovedu. Castellaneta změnil svůj hlas pro střízlivého Barneyho tak, že už nemluvil nesrozumitelně.

## Vydání a přijetí
Epizoda byla původně vysílána na stanici Fox ve Spojených státech 9. dubna 2000 a získala rating 8,3 podle agentury Nielsen a byla druhým nejlépe hodnoceným pořadem na stanici Fox v tom týdnu, hned po Malcolm in the Middle. Dne 7. října 2008 vyšla na DVD jako součást box setu The Simpsons – The Complete Eleventh Season. Členové štábu Mike Scully, George Meyer, Ian Maxtone-Graham, Dan Castellaneta, Deb Lacustová a Neil Affleck se podíleli na audiokomentáři k dílu na DVD. Na box setu byly také zařazeny vymazané scény z epizody.
Při recenzování 11. řady Simpsonových se Colin Jacobson z DVD Movie Guide vyjádřil, že díl „zvládá několik dobrých kousků, ale ne dost na to, aby se stal kvalitním programem“. Také napsal, že „pokud jste si mysleli, že Kdo ví, kdo ovdoví? bude jedinou epizodou 11. série, ve které dojde k velké změně u vedlejší postavy, tak jste se mýlili. Ne, Barneyho vystřízlivění není tak významnou událostí jako Maudin konec, ale ve skutečnosti má na seriál větší dopad. Koneckonců, Maude byla terciární role, její zmizení ovlivňuje vedlejší osobnost Neda, ale ta se v seriálu zase tolik neobjevovala, takže vlastně nechyběla. Vystřízlivění Barneyho ovlivňuje seriál mnohem důsledněji – i když pravděpodobně ne v dobrém slova smyslu. Ostatně, většina Barneyho přitažlivosti pramenila z jeho opilecké idiocie, takže když se dá do kupy, ztratí svůj přirozený náboj.“
Několik dalších autorů se vyjádřilo k tomu, že Barney vystřízlivěl. Server IGN v roce 2006 uvedl, že Barney „byl spolehlivým zdrojem humoru díky svým četným opileckým výstupům, včetně říhání. Občas vystřízlivěl, ale přiznejme si, že kvůli komedii je Simpsonovým lépe, když je opilý Barney U Vočka“.
Autor Chris Turner ve své knize Planet Simpson napsal, že „Barney je dobrým příkladem toho, co se stane, když se (členové štábu) příliš šťourají. Barney byl skvělý jen jako městský opilec. Udělat z něj střízlivého člověka spadá do pasti všech věcí, které Simpsonovi satirizují, všech těch jednoduchých sitcomových příběhů, kde je všechno zabaleno do půl hodiny a všichni se nakonec poučí.“
V roce 2001 obdržel seriál díl pochvalu od Prism Awards, jež oceňuje přesné zobrazení zneužívání návykových látek, závislosti a duševního zdraví v zábavních pořadech.